# Atemlos (Band)
Atemlos war eine deutsche Band, die sich – bekannt geworden durch die Soap Opera Gute Zeiten, schlechte Zeiten – mit drei Singles in den deutschen Charts platzieren konnte.

## Geschichte
Die drei Brüder Jens, Holger und Dennis Köhler gründeten 1994 gemeinsam mit Nachbar Alexander Stecher eine Band, die zunächst noch Improve hieß. Ihren ersten Gig veranstalteten sie im Februar 1995 im Partykeller der Familie Köhler vor etwa 40 Freunden und coverten vorerst Songs von Metallica, Guns N’ Roses und Nirvana. Bei einem Talentwettbewerb für Schülerbands eines Ratinger Jugendzentrums belegte die Gruppe den zweiten Platz und beschloss, angespornt durch die Auftritte der anderen Bands, eigene Songs zu schreiben. So gewann die Band bei einem Wettbewerb der Musikschule Ratingen den ersten Preis, der mit 1000 DM dotiert war. Dieses Geld sowie eine Spende der Eltern wurden in die Produktion der ersten eigenen CD investiert, die drei selbstgeschriebene englischsprachige Songs enthielt und eine Auflage von 300 Stück hatte. Im Sommer 1998 traten die Köhler-Brüder während eines Familienurlaubs im Robinson-Club auf Fuerteventura auf und wurden so, als die Band schon kurz vor der Auflösung stand, gemeinsam mit Alexander Stecher überraschend zu einem Nachwuchswettbewerb der Zeitschrift Popcorn beim Popcorn Live 1998 eingeladen. Bei ihrer Teilnahme an diesem Wettbewerb Rob's On Stage wurden sie vom Produzenten Bernd Ehringer entdeckt, der nicht lange zögerte und mit der Band nach Wien reiste, um deutschsprachige Songs aufzunehmen. Anfang 1999 unterschrieb die Band dann ihren ersten Plattenvertrag. Im Folgenden trat die Band u. a. beim Kölner Musikfest am Ring auf und spielte ab dem 4. Februar 2000 in der Seifenoper „Gute Zeiten, schlechte Zeiten“ für 11 Folgen sich selbst – eine aufstrebende Rockband. Im Zuge des steigenden Bekanntheitsgrades veröffentlichte die Band, die sich nun nach einigen Umbenennungen (Into Focus, Wasserdicht, Tiefenrausch) Atemlos nannte, ihre erste Single Schlaflos, die sich in den Top 20 der Charts platzierte. Die nächsten beiden Singles sowie das Album schafften es auch in die Top 100 der jeweiligen Charts. Allerdings war danach nichts mehr von der Band zu hören.

## Mitglieder
- Jens Köhler (* 3. Dezember 1980 in Düsseldorf) spielt seit seinem 6. Lebensjahr Klavier (8 Jahre Klavierunterricht) und brachte sich selbst Gitarre spielen bei.[3] Zudem genoss er eine professionelle Bassausbildung an der Städtischen Musikschule in Ratingen bei Klaus Fischer.[1]
- Alexander Stecher (* 3. Juli 1977 in Mettmann) absolvierte 1997 sein Abitur mit einem Schnitt von 2,7. Danach studierte er Geografie an der Universität Köln.[3] Seit seinem 10. Lebensjahr nahm Stecher Gitarrenunterricht bei André Goldenstein.[4]
- Holger Köhler (* 16. November 1976 in Düsseldorf) machte 1997 sein Abitur am Theodor-Heuss-Gymnasium mit einem Schnitt von 3,1. Danach absolvierte er den Wehrdienst bei der Luftwaffe. Er genoss eine neunjährige Schlagzeugsausbildung bei Peter Weiss an der Musikschule Ratingen.[5]
- Dennis Köhler (* 5. Oktober 1979 in Düsseldorf) brachte sich das Gitarrespielen selbst bei, bekam aber seit seinem 8. Lebensjahr 10 Jahre lang Klavierunterricht.[6]

## Nach Atemlos
Jens Köhler wurde im Februar 2004 Mitglied einer anderen Ratinger-Band namens 2METER4.

## Diskografie

### Studioalben
| Jahr | Titel   | Höchstplatzierung, Gesamtwochen, AuszeichnungChartplatzierungen (Jahr, Titel, Platzierungen, Wochen, Auszeichnungen, Anmerkungen) | Höchstplatzierung, Gesamtwochen, AuszeichnungChartplatzierungen (Jahr, Titel, Platzierungen, Wochen, Auszeichnungen, Anmerkungen) | Höchstplatzierung, Gesamtwochen, AuszeichnungChartplatzierungen (Jahr, Titel, Platzierungen, Wochen, Auszeichnungen, Anmerkungen) | Anmerkungen                            |
| Jahr | Titel   | DE | AT | CH | Anmerkungen                            |
| ---- | ------- | --- | --- | --- | -------------------------------------- |
| 2000 | Atemlos | DE77 (2 Wo.)DE | — | — | Erstveröffentlichung: 30. Oktober 2000 |

### Singles
| Jahr | Titel Album                 | Höchstplatzierung, Gesamtwochen, AuszeichnungChartplatzierungen (Jahr, Titel, Album, Platzierungen, Wochen, Auszeichnungen, Anmerkungen) | Höchstplatzierung, Gesamtwochen, AuszeichnungChartplatzierungen (Jahr, Titel, Album, Platzierungen, Wochen, Auszeichnungen, Anmerkungen) | Höchstplatzierung, Gesamtwochen, AuszeichnungChartplatzierungen (Jahr, Titel, Album, Platzierungen, Wochen, Auszeichnungen, Anmerkungen) | Anmerkungen                              |
| Jahr | Titel Album                 | DE | AT | CH | Anmerkungen                              |
| ---- | --------------------------- | --- | --- | --- | ---------------------------------------- |
| 2000 | Schlaflos Atemlos           | DE18 (9 Wo.)DE | AT18 (7 Wo.)AT | CH25 (8 Wo.)CH | Erstveröffentlichung: 21. Februar 2000   |
| 2000 | Nichts mehr von dir Atemlos | DE78 (3 Wo.)DE | — | — | Erstveröffentlichung: 22. Mai 2000       |
| 2000 | Ohne dich Atemlos           | DE95 (1 Wo.)DE | — | — | Erstveröffentlichung: 11. September 2000 |